# Putzgrila
Putzgrila: Mestre dos Esportes é um jogo de perguntas e respostas desenvolvido pela empresa brasileira Brasoft. No jogo o apresentador Milton Neves faz perguntas ao jogador sobre o tema Esporte.